# لا کاپل
لا کاپِل (به فرانسوی: La Capelle) یکی از کمون‌های فرانسه است که در پیکاردی واقع شده‌است.

## خصوصیات
لا کاپِل یا لَ کَپِل ۱۲٫۲۶ کیلومترمربع مساحت و ۱٬۸۷۷ نفر جمعیت دارد و ۲۲۸ متر بالاتر از سطح دریا واقع شده‌است.